# Album al numero uno nella Billboard 200 nel 2017

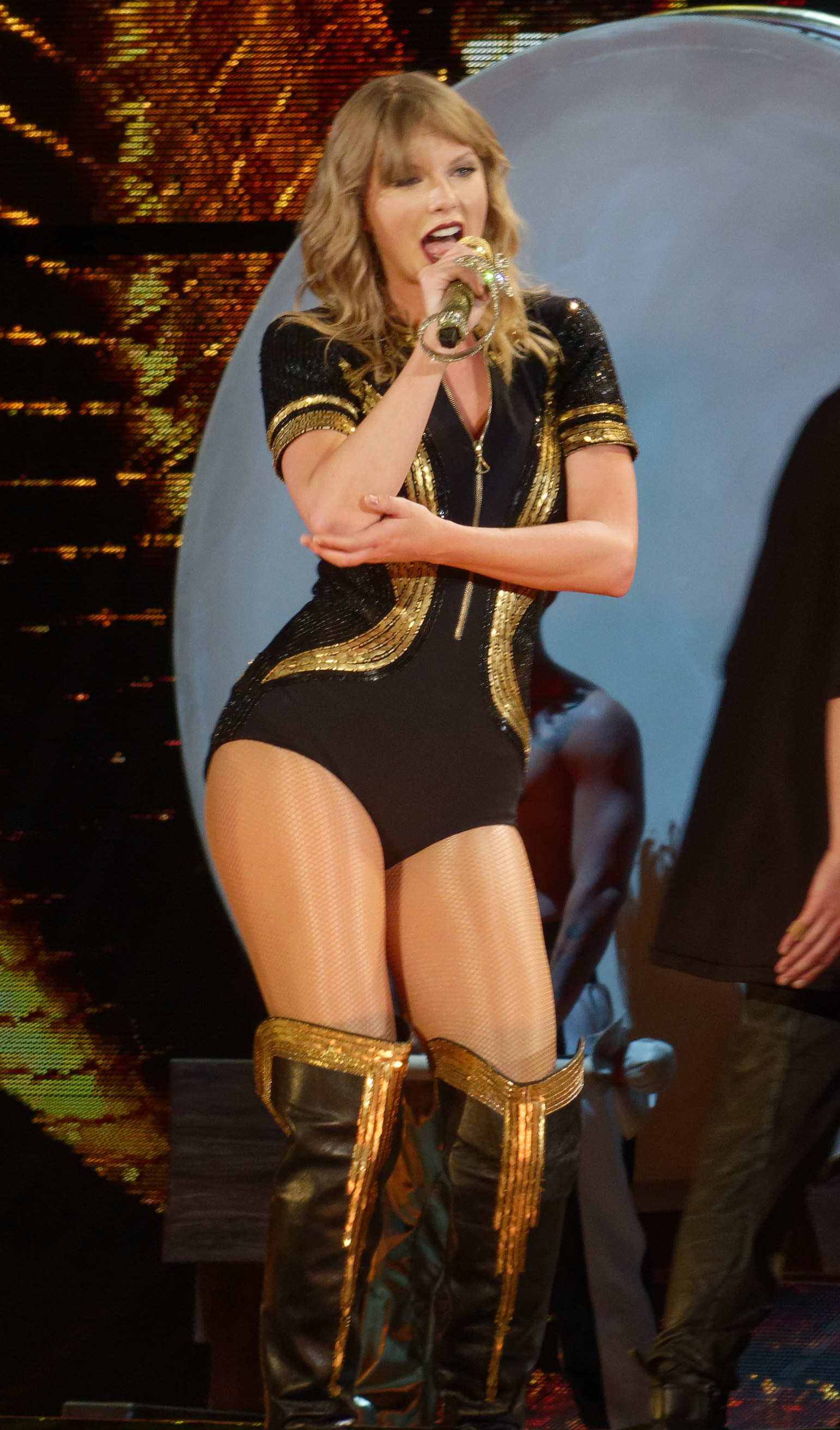
Reputation, il sesto album della cantante Taylor Swift, ha venduto 1.2 milioni di copie nella settimana di apertura, diventando l'album più vendute dell'anno.

Di seguito è proposta la lista degli album al numero uno nella Billboard 200 nel 2017. La Billboard 200 è una classifica musicale che considera gli album e gli EP più di successo negli Stati Uniti. I dati vengono raccolti dalla compagnia Nielsen SoundScan e, in seguito, la classifica finale viene pubblicata settimanalmente dalla rivista Billboard. La classifica si basa sulle unità equivalenti ad album, che includono le vendite fisiche, le vendite digitali e lo streaming sulle piattaforme online delle singole tracce di un album.

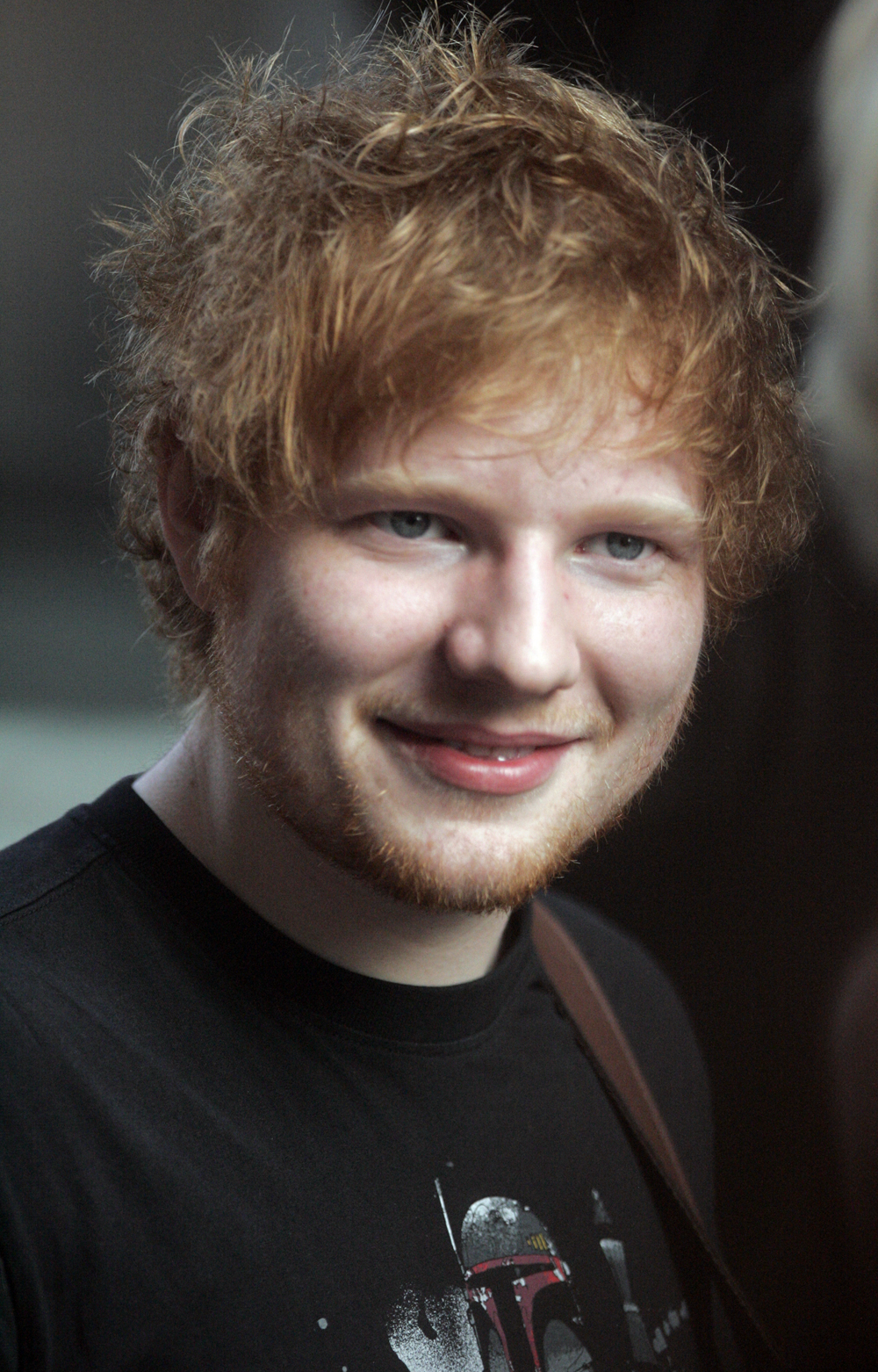
Il terzo album in studio del cantante britannico Ed Sheeran, ÷, è stato l'album più ascoltato dell'anno, con 2.764 million unità equivalenti ad album.

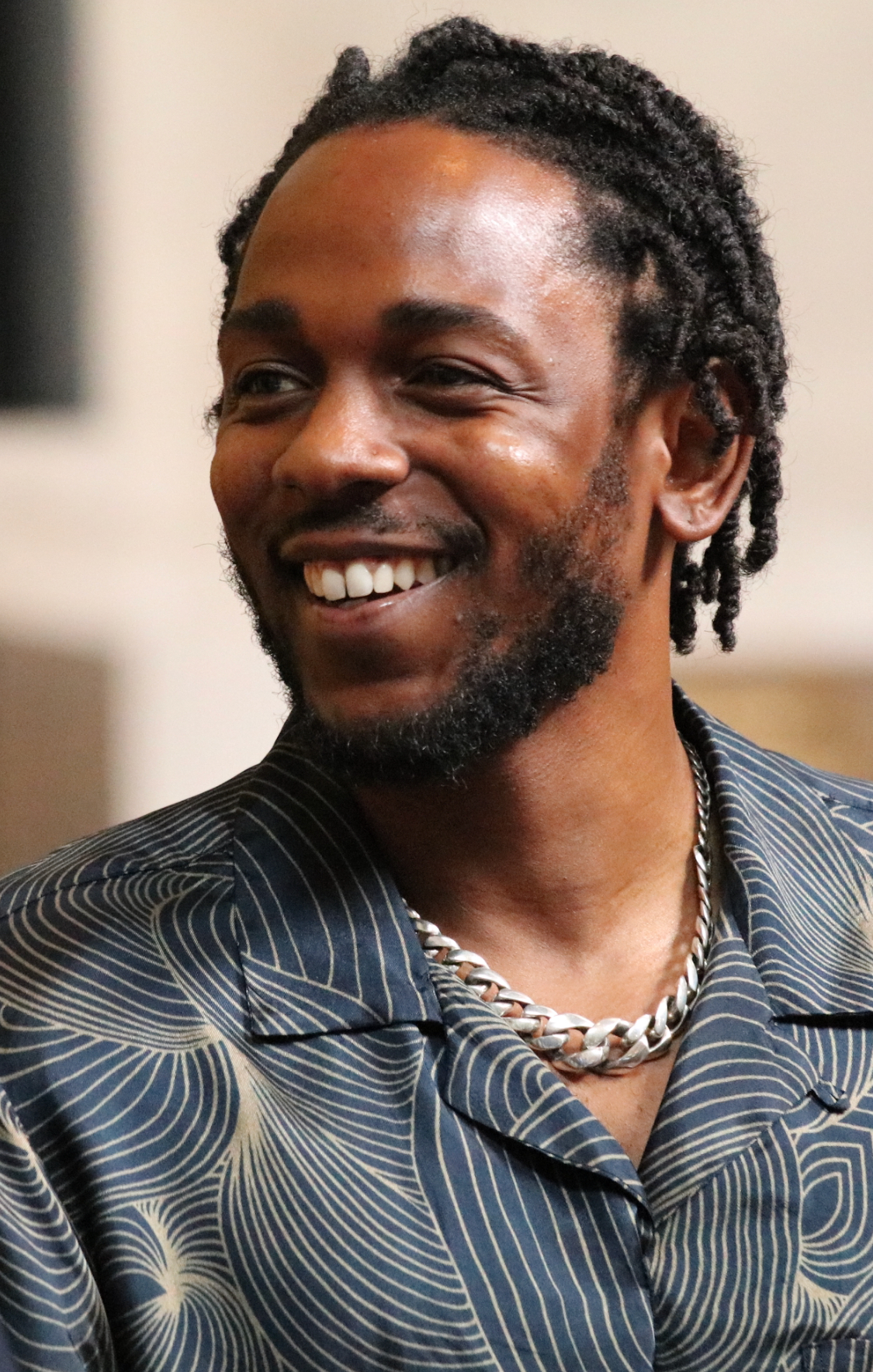
Damn, del rapper Kendrick Lamar, è rimasto quattro settimane in vetta alla Billboard 200, diventando anche l'album con le migliori prestazioni del 2017.

Durante il 2017, 38 album hanno raggiunto la vetta della Billboard 200. Il terzo album in studio del cantante britannico Ed Sheeran, ÷, è stato l'album più ascoltato del 2017 con 2.764 milioni di unità equivalenti ad album, delle quali 1.1 milioni derivante da copie fisiche vendute. Reputation, il sesto album in studio della cantante americana Taylor Swift, è stato l'album più venduto dell'anno con 1.9 milioni di copie vendute. Damn, il quarto album in studio del rapper Kendrick Lamar, è stato il secondo album più ascoltato del 2017, con 2.747 milioni di unità equivalenti ad album. Inoltre, l'album ha ottenuto le migliori prestazioni dell'anno, chiudendo anche alla prima posizione della classifica di fine anno Billboard Year-End.

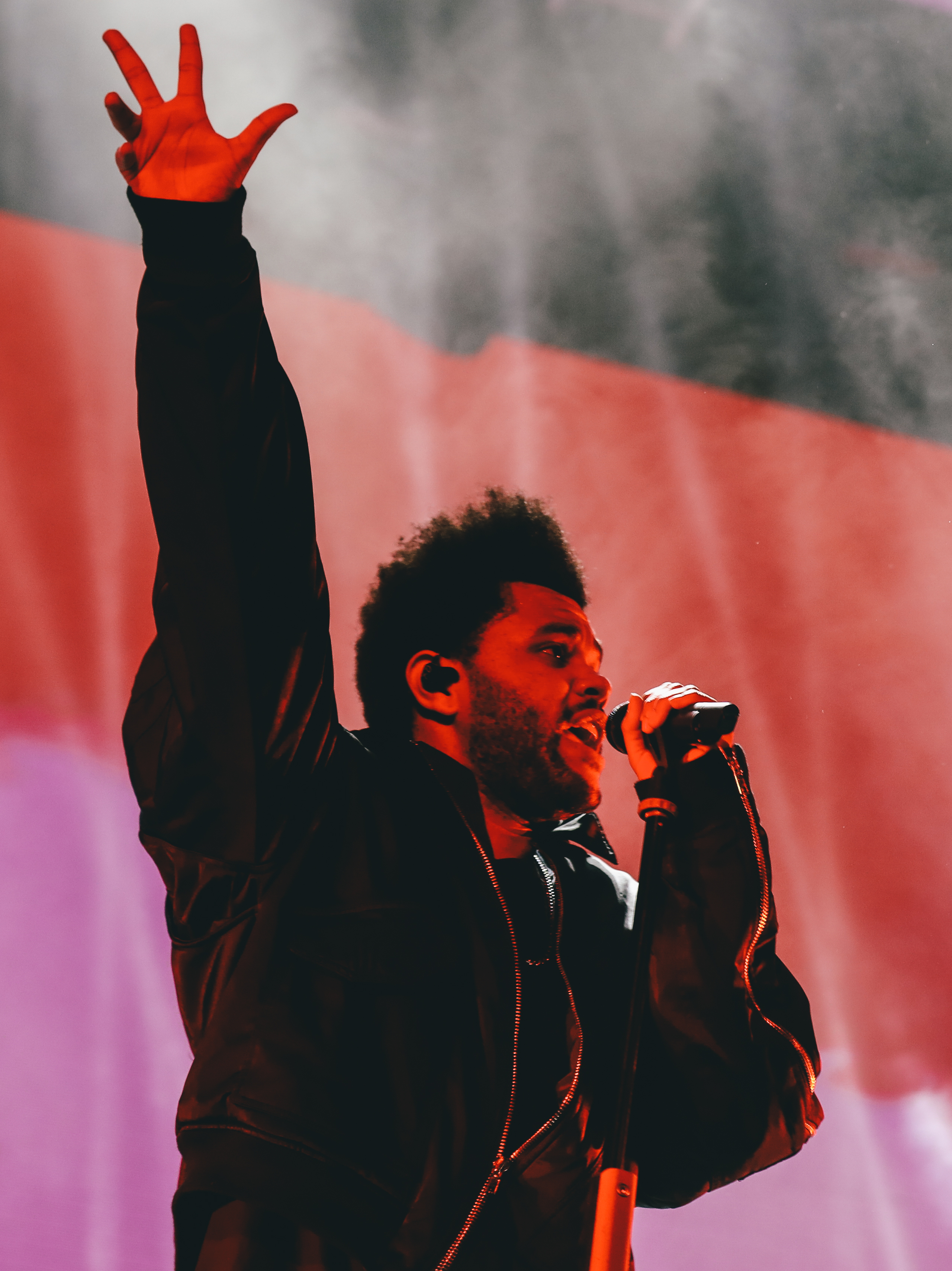
Starboy di The Weeknd è rimasto alla prima posizione per quattro settimane consecutive, diventando il suo secondo album numero uno negli Stati Uniti.

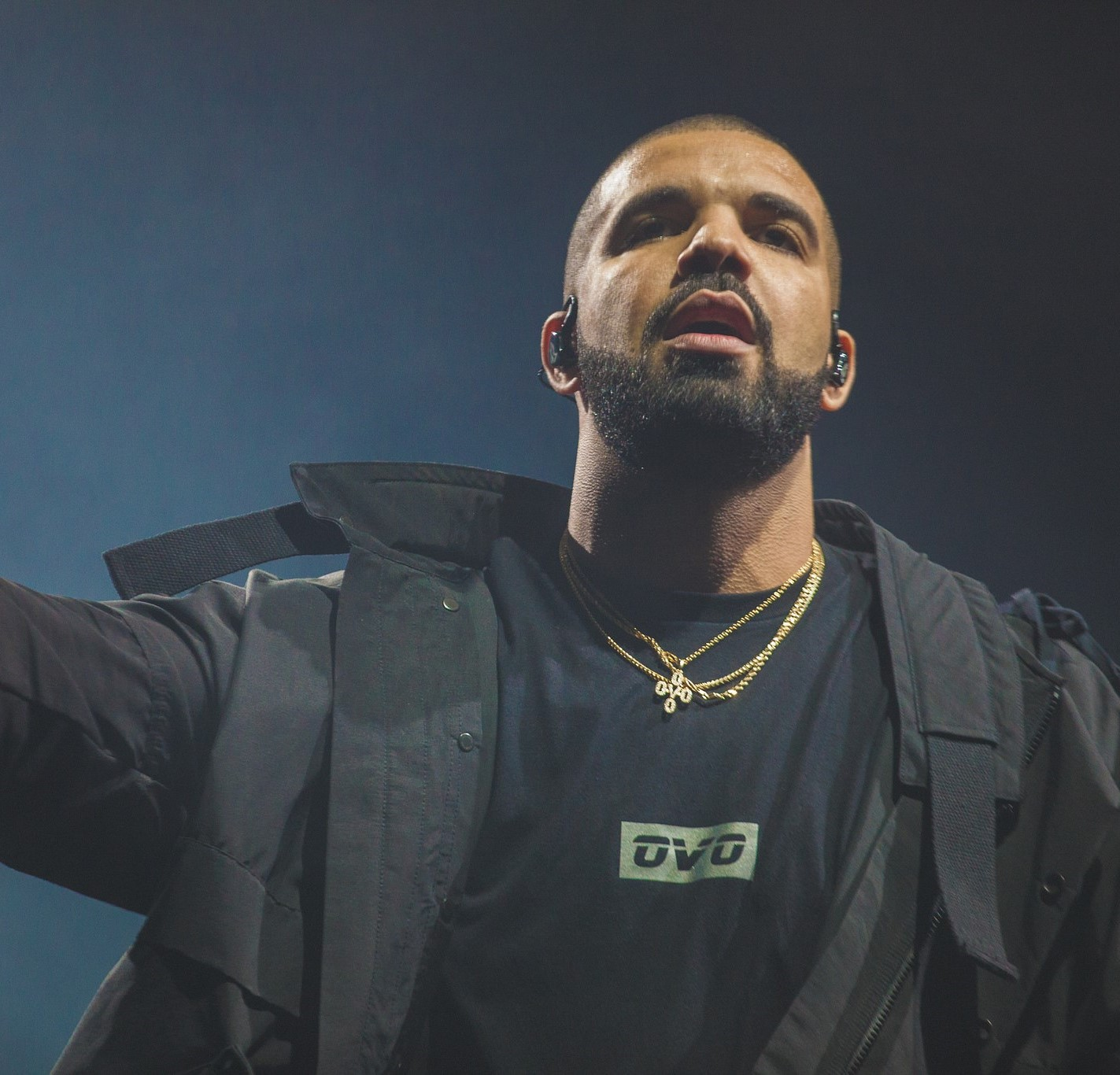
Drake è rimasto alla prima posizione per tre settimane consecutive con il mixtape More Life.

Il rapper Future è diventato il primo artista nella storia ad avere due album differenti a raggiungere la prima posizione in due settimane consecutive, riuscendoci con il suo quinto e sesto album in studio, rispettivamente l'omonimo Future e Hndrxx.

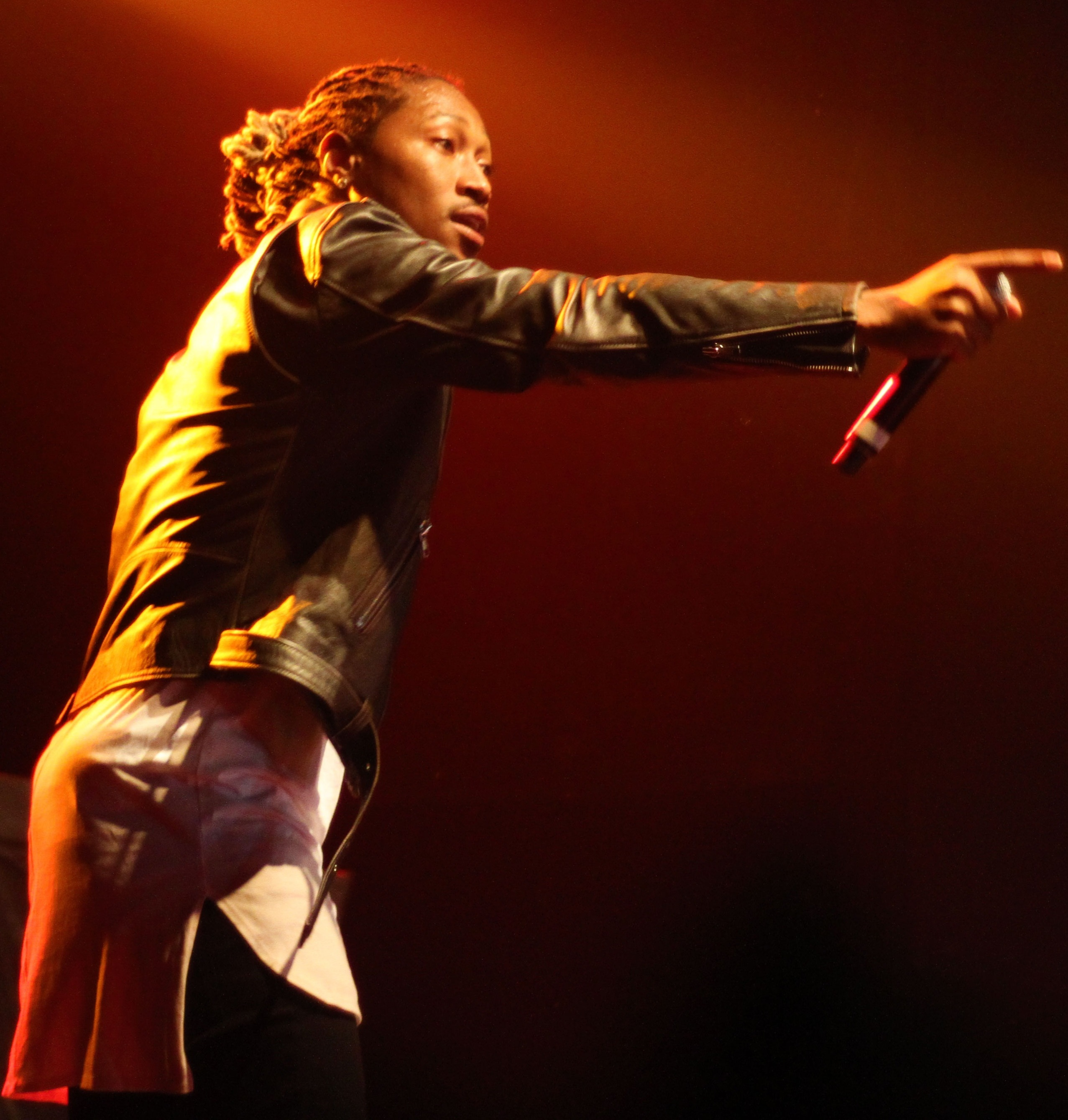
Il rapper Future è diventato il primo artista nella storia della Billboard 200 ad avere due diversi album al numero uno in due settimane consecutive.

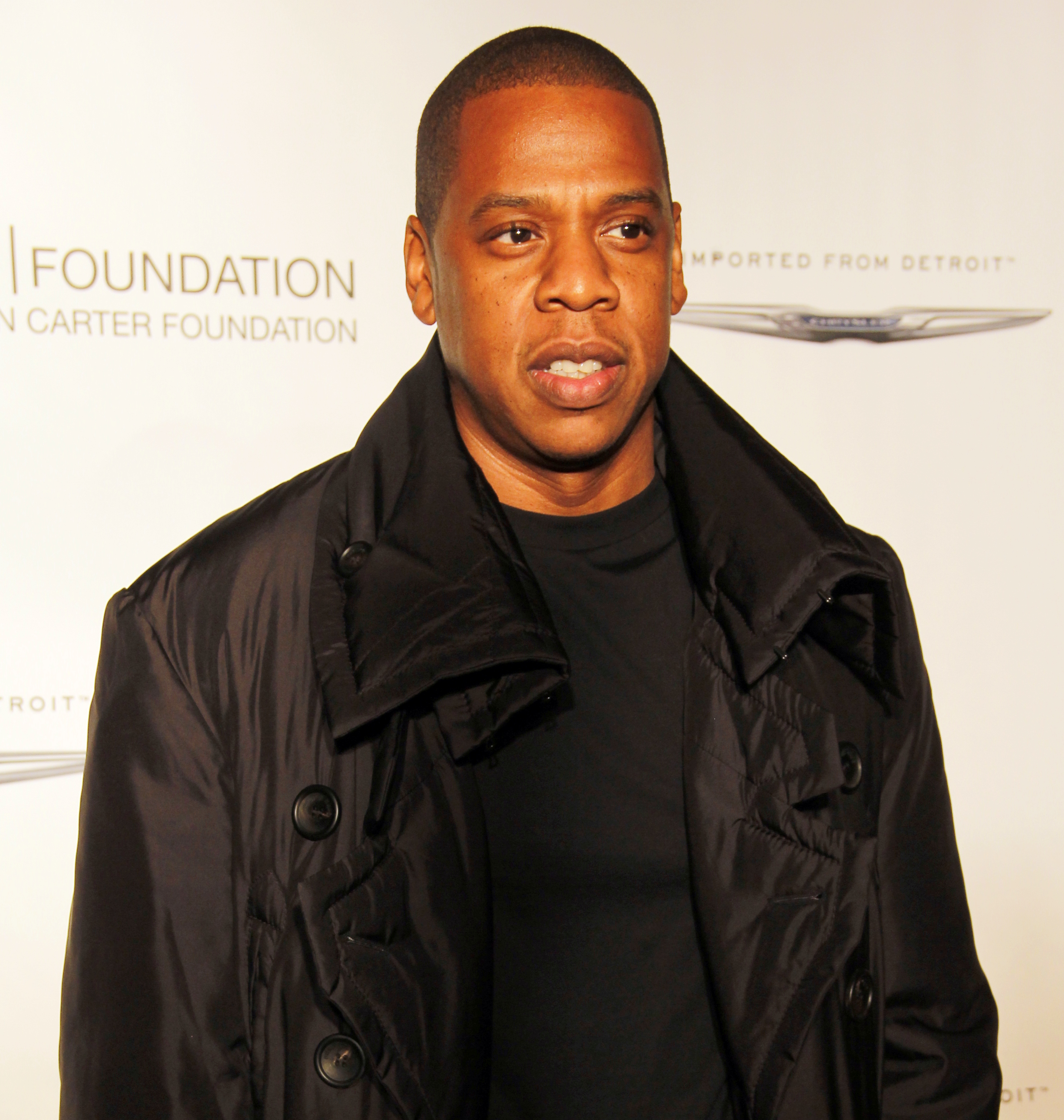
Jay-Z ha ottenuto il suo 14º album numero uno grazie a 4:44, estendendo il suo precedente record.

Eccezione fatta per A Pentatonix Christmas, Starboy, ÷, More Life, Damn, Reputation, Grateful e 4:44, che sono rimasti in vetta alla Billboard 200 per più settimane, tutti gli altri album del 2017 hanno stanziato in prima posizione per una sola settimana.

## Billboard 200
| † | Indica l'album con le migliori prestazioni del 2017. |

| Data         | Album                                                   | Artista          | Tot. sett. #1 | Unità vendute | Fonti  |
| ------------ | ------------------------------------------------------- | ---------------- | ------------- | ------------- | ------ |
| 7 gennaio    | A Pentatonix Christmas                                  | Pentatonix       | 2             | 206.000       | [ 3 ]  |
| 14 gennaio   | A Pentatonix Christmas                                  | Pentatonix       | 2             | 101.000       | [ 4 ]  |
| 21 gennaio   | Starboy                                                 | The Weeknd       | 5             | 69.000        | [ 5 ]  |
| 28 gennaio   | Starboy                                                 | The Weeknd       | 5             | 63.000        | [ 6 ]  |
| 4 febbraio   | Starboy                                                 | The Weeknd       | 5             | 61.000        | [ 7 ]  |
| 11 febbraio  | Starboy                                                 | The Weeknd       | 5             | 56.000        | [ 8 ]  |
| 18 febbraio  | Culture                                                 | Migos            | 1             | 131.000       | [ 9 ]  |
| 25 febbraio  | I Decided.                                              | Big Sean         | 1             | 151.000       | [ 10 ] |
| 4 marzo      | Fifty Shades Darker: Original Motion Picture Soundtrack | Artisti vari     | 1             | 123.000       | [ 11 ] |
| 11 marzo     | Future                                                  | Future           | 1             | 140.000       | [ 12 ] |
| 18 marzo     | Hndrxx                                                  | Future           | 1             | 121.000       | [ 13 ] |
| 25 marzo     | ÷                                                       | Ed Sheeran       | 2             | 451.000       | [ 14 ] |
| 1 aprile     | ÷                                                       | Ed Sheeran       | 2             | 180.000       | [ 15 ] |
| 8 aprile     | More Life                                               | Drake            | 3             | 505.000       | [ 16 ] |
| 15 aprile    | More Life                                               | Drake            | 3             | 226.000       | [ 17 ] |
| 22 aprile    | More Life                                               | Drake            | 3             | 136.000       | [ 18 ] |
| 29 aprile    | Memories...Do Not Open                                  | The Chainsmokers | 1             | 221.000       | [ 19 ] |
| 6 maggio     | Damn †                                                  | Kendrick Lamar   | 4             | 603.000       | [ 20 ] |
| 13 maggio    | Damn †                                                  | Kendrick Lamar   | 4             | 239.000       | [ 21 ] |
| 20 maggio    | Damn †                                                  | Kendrick Lamar   | 4             | 173.000       | [ 22 ] |
| 27 maggio    | Everybody                                               | Logic            | 1             | 247.000       | [ 23 ] |
| 3 giugno     | Harry Styles                                            | Harry Styles     | 1             | 230.000       | [ 24 ] |
| 10 giugno    | One More Light                                          | Linkin Park      | 1             | 111.000       | [ 25 ] |
| 17 giugno    | True to Self                                            | Bryson Tiller    | 1             | 107.000       | [ 26 ] |
| 24 giugno    | Hopeless Fountain Kingdom                               | Halsey           | 1             | 106.000       | [ 27 ] |
| 1º luglio    | Witness                                                 | Katy Perry       | 1             | 180.000       | [ 28 ] |
| 8 luglio     | Melodrama                                               | Lorde            | 1             | 109.000       | [ 29 ] |
| 15 luglio    | Grateful                                                | DJ Khaled        | 2             | 149.000       | [ 30 ] |
| 22 luglio    | Grateful                                                | DJ Khaled        | 2             | 70.000        | [ 31 ] |
| 29 luglio    | 4:44                                                    | Jay-Z            | 2             | 262.000       | [ 32 ] |
| 5 agosto     | 4:44                                                    | Jay-Z            | 2             | 87.000        | [ 33 ] |
| 12 agosto    | Lust for Life                                           | Lana Del Rey     | 1             | 107.000       | [ 34 ] |
| 19 agosto    | Everything Now                                          | Arcade Fire      | 1             | 100.000       | [ 35 ] |
| 26 agosto    | Damn †                                                  | Kendrick Lamar   | 4             | 47.000        | [ 36 ] |
| 2 settembre  | Rainbow                                                 | Kesha            | 1             | 117.000       | [ 37 ] |
| 9 settembre  | Science Fiction                                         | Brand New        | 1             | 58.000        | [ 38 ] |
| 16 settembre | Luv Is Rage 2                                           | Lil Uzi Vert     | 1             | 135.000       | [ 39 ] |
| 23 settembre | American Dream                                          | LCD Soundsystem  | 1             | 85.000        | [ 40 ] |
| 30 settembre | Life Changes                                            | Thomas Rhett     | 1             | 123.000       | [ 41 ] |
| 7 ottobre    | Concrete and Gold                                       | Foo Fighters     | 1             | 127.000       | [ 42 ] |
| 14 ottobre   | Wonderful Wonderful                                     | The Killers      | 1             | 118.000       | [ 43 ] |
| 21 ottobre   | Now                                                     | Shania Twain     | 1             | 137.000       | [ 44 ] |
| 28 ottobre   | Perception                                              | NF               | 1             | 55.000        | [ 45 ] |
| 4 novembre   | Beautiful Trauma                                        | Pink             | 1             | 408.000       | [ 46 ] |
| 11 novembre  | Flicker                                                 | Niall Horan      | 1             | 152.000       | [ 47 ] |
| 18 novembre  | Live in No Shoes Nation                                 | Kenny Chesney    | 1             | 219.000       | [ 48 ] |
| 25 novembre  | The Thrill of It All                                    | Sam Smith        | 1             | 237.000       | [ 49 ] |
| 2 dicembre   | Reputation                                              | Taylor Swift     | 4             | 1.238.000     | [ 50 ] |
| 9 dicembre   | Reputation                                              | Taylor Swift     | 4             | 256.000       | [ 51 ] |
| 16 dicembre  | Reputation                                              | Taylor Swift     | 4             | 147.000       | [ 52 ] |
| 23 dicembre  | Songs of Experience                                     | U2               | 1             | 186.000       | [ 53 ] |
| 30 dicembre  | What Makes You Country                                  | Luke Bryan       | 1             | 108.000       | [ 54 ] |

Note:
1. ↑  Ha raggiunto il numero uno anche nel 2016
2. ↑  Ha raggiunto il numero anche nel 2018